# Liste des prix et nominations reçus par Daft Punk
La liste des prix et nominations reçus par Daft Punk comprend l'ensemble des récompenses et distinctions obtenus au cours de leur carrière.
Leur premier album Homework présentant les singles Da Funk et Around the World,  ont conduit a une nomination aux Grammy Awards en 1998 et 1999 respectivement pour le meilleur enregistrement de dance. En 2002, Daft Punk a reçu deux nominations pour les titres One More Time et Short Circuit provenant de leur deuxième album studio Discovery. L'album dans son ensemble a également été nommé pour un Brit Award la même année. Le troisième album studio du duo, Human After All, a été nommé pour le Grammy Award du meilleur album Dance/Electro en 2006. Daft Punk a remporté ses premiers Grammy Awards en 2009 pour son album live Alive 2007 et son single Harder, Better, Faster, Stronger, dans les catégories respectives du meilleur album électronique/dance et du meilleur enregistrement de dance.
Le quatrième album studio de Daft Punk, Random Access Memories, a reçu les Grammy Awards pour l'album de l'année, le meilleur album Dance/Electro et le meilleur album technique, non classique pour la 56e cérémonie annuelle des Grammy Awards. Le single Get Lucky a également remporté le prix de l'enregistrement de l'année et du meilleur duo / groupe pop. Get Lucky avait déjà été nommé pour la meilleure chanson de l'été aux MTV Video Music Awards 2013 et la meilleure chanson aux MTV Europe Music Awards 2013.

## American Music Awards
Les American Music Awards sont une cérémonie annuelle de remise de prix de l’American Broadcasting Company qui a lieu chaque année. Daft Punk a reçu une nomination. 
| Année | Travail nommé | Catégorie                                           | Résultat   |
| ----- | ------------- | --------------------------------------------------- | ---------- |
| 2013  | Daft Punk     | Artiste de musique électronique ou dance de l'année | Nomination |

## Austin Film Critics Association
L'Austin Film Critics Association (AFCA) est une association américaine de critiques de cinéma, basée à Austin, au Texas.
| Année | Travail nommé                 | Catégorie                | Résultat |
| ----- | ----------------------------- | ------------------------ | -------- |
| 2010  | Daft Punk (pour: Tron Legacy) | Meilleur Bande Originale | Lauréat  |

## Billboard Music Awards
| Année | Travail nommé                            | Catégorie                    | Résultat   | Ref.  |
| ----- | ---------------------------------------- | ---------------------------- | ---------- | ----- |
| 2011  | Tron: Legacy                             | Top Album Dance              | Nomination | [ 3 ] |
| 2014  | Daft Punk                                | Top Dance/Electronic Artiste | Lauréat    | [ 4 ] |
| 2014  | Random Access Memories                   | Top Dance/Electronic Album   | Lauréat    | [ 4 ] |
| 2014  | Get Lucky (featuring :Pharrell Williams) | Top Morceau Streamé          | Nomination | [ 4 ] |
| 2014  | Get Lucky (featuring :Pharrell Williams) | Top Dance/Electronic Morceau | Nomination | [ 4 ] |
| 2017  | Starboy                                  | Top Collaboration            | Nomination | [ 5 ] |
| 2017  | Starboy                                  | Top Morceau Streamé          | Nomination | [ 5 ] |
| 2017  | Starboy                                  | Top R&B Morceau              | Nomination | [ 5 ] |
| 2017  | Starboy                                  | Top R&B Collaboration        | Nomination | [ 5 ] |
| 2017  | I Feel It Coming                         | Top R&B Collaboration        | Nomination | [ 5 ] |

## Brit Awards
Les Brit Awards  sont une récompense musicale délivrée annuellement par la British Phonographic Industry. Daft Punk a reçu cinq nominations, dont l’une a abouti à un prix,,,.
| Année | Travail nommé | Catégorie                     | Résultat   |
| ----- | ------------- | ----------------------------- | ---------- |
| 1998  | Daft Punk     | Révélation internationale     | Nomination |
| 1998  | Daft Punk     | Meilleur groupe international | Nomination |
| 2002  | Daft Punk     | Meilleur groupe international | Nomination |
| 2002  | Discovery     | Meilleur album international  | Nomination |
| 2014  | Daft Punk     | Meilleur groupe international | Lauréat    |

## BMI Awards
Les BMI Awards sont des cérémonies de remise de prix annuelles aux auteurs-compositeurs de divers genres organisées par Broadcast Music.
| Année | Travail nommé    | Catégorie          | Résultat |
| ----- | ---------------- | ------------------ | -------- |
| 2018  | I Feel It Coming | Chanson de l’année | Lauréat  |

## DJ Magazine's Top 100 DJs
| Année | Position |
| ----- | -------- |
| 2007  | 71e      |
| 2008  | 38e      |
| 2009  | 33e      |
| 2010  | 44e      |
| 2011  | 28e      |
| 2012  | 44e,     |
| 2013  | 22e      |
| 2014  | 43e      |
| 2015  | 69e      |
| 2016  | 72e      |

## GAFFA Awards

### Danemark GAFFA Awards
Remis depuis 1991, le GAFFA Awards est un prix danois remise par le magazine du même nom.
| Année | Travail nommé                             | Catégorie                  | Résultat   | Ref.   |
| ----- | ----------------------------------------- | -------------------------- | ---------- | ------ |
| 1997  | Daft Punk                                 | Meilleur Artiste Étranger  | Nomination | [ 21 ] |
| 2013  | Daft Punk                                 | Meilleur Groupe Étranger   | Lauréat    | [ 22 ] |
| 2013  | Get Lucky (featuring : Pharrell Williams) | Meilleur Chanson Étrangère | Lauréat    | [ 22 ] |

### Suède GAFFA Awards
Délivrés depuis 2010, les GAFFA Awards (Swedish: GAFFA Priset) sont un prix suédois qui récompense la musique populaire décernée par le magazine du même nom.
| Année | Travail nommé                            | Catégorie                  | Résultat | Ref.   |
| ----- | ---------------------------------------- | -------------------------- | -------- | ------ |
| 2013  | Daft Punk                                | Meilleur Groupe Étranger   | Lauréat  | [ 23 ] |
| 2013  | Get Lucky (featuring: Pharrell Williams) | Meilleur Chanson Étrangère | Lauréat  | [ 23 ] |

## Grammy Awards
Les Grammy Awards sont décernés chaque année par l'Académie nationale des arts et des sciences. Daft Punk a reçu douze nominations, dont six ont donné lieu à des prix. En 2014, notamment, le groupe effectue une « razzia » sur ces récompenses, en repartant avec quatre trophées du Staples Center de Los Angeles où se tient la cérémonie. À chaque Grammy, c'est Pharrell Williams qui se charge des remerciements en lieu et place des membres de ce groupe. Le morceau Get Lucky  fait l'objet d'une interprétation marquante sur scène, avec Stevie Wonder en invité exceptionnel en plus de Nile Rodgers et de Pharrell Williams.
| Année | Travail nommé                            | Catégorie                                      | Résultat   |
| ----- | ---------------------------------------- | ---------------------------------------------- | ---------- |
| 1998  | Da Funk                                  | Meilleur Enregistrement Dance                  | Nomination |
| 1999  | Around The World                         | Meilleur Enregistrement Dance                  | Nomination |
| 2002  | One More Time                            | Meilleur Enregistrement Dance                  | Nomination |
| 2002  | Short Circuit                            | Meilleure Performance Instrumentale Pop        | Nomination |
| 2006  | Human After All                          | Meilleur Album Dance/Electro                   | Nomination |
| 2009  | Alive 2007                               | Meilleur Album Dance/Electro                   | Lauréat    |
| 2009  | Harder, Better, Faster, Stronger         | Meilleur Enregistrement Dance                  | Lauréat    |
| 2012  | Tron: Legacy                             | Meilleure Bande Sonore Pour Les Médias Visuels | Nomination |
| 2014  | Random Access Memories                   | Album de l'année                               | Lauréat    |
| 2014  | Random Access Memories                   | Meilleur Album Dance/Electro                   | Lauréat    |
| 2014  | Get Lucky (featuring: Pharrell Williams) | Meilleur duo pop/prestation de groupe          | Lauréat    |
| 2014  | Get Lucky (featuring: Pharrell Williams) | Enregistrement de l'année                      | Lauréat    |

## International Dance Music Awards
Le International Dance Music Award a été créé en 1985. Il fait partie de la Winter Music Conference, un événement musical électronique d'une semaine qui se tient chaque année. Daft Punk a remporté six prix parmi treize nominations.
| Année | Travail nommé                            | Catégorie                                      | Résultat   |
| ----- | ---------------------------------------- | ---------------------------------------------- | ---------- |
| 1998  | Around The World                         | Meilleur vidéo Dance                           | Lauréat    |
| 1998  | Daft Punk                                | Meilleur nouvel artiste de dance (groupe)      | Lauréat    |
| 1998  | Daft Punk                                | Meilleur artiste de dance (groupe)             | Lauréat    |
| 2002  | Daft Punk                                | Meilleur artiste de dance (groupe)             | Lauréat    |
| 2006  | Daft Punk                                | Meilleur artiste de dance (groupe)             | Nomination |
| 2008  | Daft Punk                                | Meilleur artiste de dance (groupe)             | Lauréat    |
| 2009  | Daft Punk                                | Meilleur artiste (groupe)                      | Nomination |
| 2011  | Daft Punk                                | Meilleur artiste (groupe)                      | Nomination |
| 2014  | Daft Punk                                | Meilleur artiste (groupe)                      | Nomination |
| 2014  | Random Access Memories                   | Meilleur enregistrement studio                 | Nomination |
| 2014  | Get Lucky (featuring: Pharrell Williams) | Meilleur morceau commercial/pop dance          | Lauréat    |
| 2014  | Get Lucky (featuring: Pharrell Williams) | Meilleure performance de chanteur en featuring | Nomination |
| 2014  | Get Lucky (featuring: Pharrell Williams) | Meilleur clip vidéo                            | Nomination |

## Las Vegas Film Critics Society
La Las Vegas Film Critics Society (LVFCS) est une association américaine de critiques de   cinéma, basée à Las Vegas (Nevada), aux États-Unis et fondée en 1997.Elle remet chaque année les Las Vegas Film Critics Society Awards (LVFCS Awards), aussi appelés Sierra Awards, qui récompensent les meilleurs films de l'année. Daft Punk a reçu une nomination.
| Année | Travail nommé                   | Catégorie                   | Résultat   |
| ----- | ------------------------------- | --------------------------- | ---------- |
| 2010  | Daft Punk (pour : Tron: Legacy) | Meilleure musique originale | Nomination |

## MTV Europe Music Awards
Les MTV Europe Music Awards (abrégé en EMA) ont été créés en 1994 par MTV Europe pour récompenser les meilleurs clips vidéos de l'année en Europe.Daft Punk a reçu neuf nominations, dont une qui a donné lieu à un prix (en tant qu'artiste featuré),,,.
| Année | Travail nommé                            | Catégorie              | Résultat   |
| ----- | ---------------------------------------- | ---------------------- | ---------- |
| 1997  | Around The World                         | Meilleur clip vidéo    | Nomination |
| 1997  | Daft Punk                                | Meilleur Dance         | Nomination |
| 2001  | Daft Punk                                | Meilleur Dance         | Nomination |
| 2001  | Daft Punk                                | Acte Francais          | Nomination |
| 2001  | www.daftpunk.com                         | Web Awards             | Nomination |
| 2013  | Get Lucky (featuring: Pharrell Williams) | Meilleure chanson      | Nomination |
| 2013  | Daft Punk                                | Meilleur électronique  | Nomination |
| 2013  | Daft Punk                                | Meilleur Acte francais | Nomination |
| 2016  | Starboy                                  | Meilleur clip vidéo    | Lauréat    |

## MTV Video Music Awards
Les MTV Video Music Awards (MTV VMA's) ont été créés en 1984 par la chaîne de télévision câblée musicale américaine MTV. Elle a pour but de récompenser les meilleurs vidéo-clips de l'année.Daft Punk a reçu trois nominations.
| Année | Travail nommé                            | Catégorie                 | Résultat   |
| ----- | ---------------------------------------- | ------------------------- | ---------- |
| 1997  | Da Funk                                  | Vidéo Révolutionnaire     | Nomination |
| 1997  | Around The World                         | Choix des téléspectateurs | Nomination |
| 2013  | Get Lucky (featuring: Pharrell Williams) | Meilleur Chanson de l'été | Nomination |

## MVPA Awards
| Année | Travail nommé | Catégorie                    | Résultat | Ref.   |
| ----- | ------------- | ---------------------------- | -------- | ------ |
| 2006  | Technologic   | Meilleure vidéo électronique | Lauréat  | [ 33 ] |

## NME Awards
| Année | Travail nommé | Catégorie              | Résultat   | Ref.   |
| ----- | ------------- | ---------------------- | ---------- | ------ |
| 2002  | Daft Punk     | Meilleur acte de dance | Nomination | [ 34 ] |

## Porin
| Année | Travail nommé                           | Catégorie                        | Résultat   | Ref.   |
| ----- | --------------------------------------- | -------------------------------- | ---------- | ------ |
| 2014  | Get Lucky (featuring Pharrell Williams) | Meilleure chanson internationale | Lauréat    | [ 35 ] |
| 2014  | Random Access Memories                  | Meilleur album international     | Nomination | [ 35 ] |

## Saturn Awards
Les Saturn Awards sont des récompenses de cinéma et de télévision américaines décernées par l'Académie des films de science-fiction, fantasy et horreur (Academy of Science Fiction Fantasy and Horror Films) depuis 1973 à des films ou programmes de télévision relevant des genres de la science-fiction, de la fantasy et de l'horreur.Daft Punk a reçu une nomination.
| Année | Travail nommé | Catégorie         | Résultat   |
| ----- | ------------- | ----------------- | ---------- |
| 2010  | Tron: Legacy  | Meilleure musique | Nomination |

## Teen Choice Awards
Les Teen Choice Awards est une cérémonie de remise de récompenses américaine annuelle diffusée à la télévision par les compagnies FOX et Global TV et créé en 1999.Cette cérémonie récompense des personnalités et des œuvres des mondes de la musique, de la danse, de la télévision, du sport, du cinéma et autres, en se basant sur leur popularité auprès des adolescents, qui sont les seuls votants.Daft Punk a reçu trois nominations.
| Année | Travail nommé | Catégorie                     | Résultat   |
| ----- | ------------- | ----------------------------- | ---------- |
| 2013  | Get Lucky     | Meilleur single par un groupe | Nomination |
| 2013  | Get Lucky     | Chanson de l'été              | Nomination |
| 2013  | Daft Punk     | Groupe de l'été               | Nomination |

## NRJ Music Awards
Les NRJ Music Awards sont une cérémonie de récompenses retransmise à la télévision et à la radio. Elle est créée en 2000 par la station de radio NRJ en partenariat avec la chaîne de télévision TF1.Daft Punk a reçu trois nominations, dont l’une a abouti à un prix,.
| Année | Travail nommé | Catégorie                                | Résultat   |
| ----- | ------------- | ---------------------------------------- | ---------- |
| 2002  | Discovery     | Album international                      | Nomination |
| 2002  | Daft Punk     | Groupe international                     | Nomination |
| 2014  | Daft Punk     | groupe/duo/troupe francophone de l'année | Lauréat    |

## Victoires de la Musique
Les Victoires de la musique sont des récompenses françaises décernées chaque année depuis 1985 à des artistes du monde de la musique. Daft Punk  a refusé toute nomination à la 29e cérémonie des Victoires de la musique, organisée en janvier 2014 au Zénith de Paris, n'ayant pas apprécié de n'avoir reçu, sur son parcours depuis ses débuts en 1997, que fort peu de nomination malgré l'accueil fait par le public à ses créations.
| Année | Travail nommé   | Catégorie                                        | Résultat   |
| ----- | --------------- | ------------------------------------------------ | ---------- |
| 2008  | Alive 2006/2007 | Spectacle musical, tournée ou concert de l'année | Nomination |